# Spiridon Louis
Spyridon "Spiros" Louis (Grieks: Σπυρίδων "Σπύρος" Λούης) (Maroussi bij Athene, 12 januari 1873 – aldaar, 26 maart 1940) was een Grieks waterdrager die de marathon won van de eerste moderne Olympische Spelen in 1896 en werd daardoor een nationale held. Zijn naam wordt, uit het Grieks, ook geschreven als: ook Spiridon, Spyros en Loues. Het Atheense stadion van 2004 is naar hem vernoemd: Olympisch Stadion Spyridon Louis.

## Biografie
Hij werd geboren in Maroussi, nu een voorstad van Athene, in een arme boerenfamilie. Zijn vader verkocht mineraalwater in Athene en Spyros hielp met het transport.
Bij het begin van de moderne Olympische Spelen, in 1896 in Athene, werd het loopnummer marathon ingevoerd. Het verhaal is dat de Fransman Michel Bréal met het idee kwam, gebaseerd op de legende dat Phidippides de 40 km gelopen had van de stad Marathon naar Athene om de overwinning te melden in de Slag bij Marathon.
De Grieken waren enthousiast over dit loopnummer en hielden kwalificatiewedstrijden om deelnemers aan te wijzen. De selectie werd georganiseerd door de legerkolonel die Spyros in zijn militaire dienst onder zich had (1893-1895). De eerste wedstrijd (dus de allereerste atletiekmarathon ooit) werd gewonnen in een tijd van 3 uur 18 minuten. In een volgende test, twee weken later, liep Spyros mee en werd vijfde.
Bij de start van de marathon op de Spelen had Griekenland nog geen atletiekwedstrijd gewonnen en vooral niet het klassieke nummer discuswerpen. Aan de marathon deden zeventien atleten mee: dertien daarvan waren Griek. Spyros stopte in het dorp Pikermi voor een glas wijn. Toen hij hoorde wat de voorsprong van de anderen was, zei hij dat hij ze nog wel in ging halen. Na 32 km viel de koploper Lermusiaux (een 1500 meter loper) uit. Op kop liep nu de Australiër Teddy Flack, olympisch kampioen van de 800 en 1500 m. Enkele kilometers verder viel ook hij uit, waardoor Spyron de leiding kreeg.
Ondertussen werd in het Olympisch Stadion Panathinaiko met spanning gewacht op het nieuws van de slag om het marathongoud. Tussenstanden werden per fiets overgebracht en zelfs per politiebode toen Spyron aan kop kwam. Bij aankomst werd hij begeleid door de twee Griekse prinsen: kroonprins Constantijn en prins George.
Spyridon Louis finishte in 2:58.50, onderweg gevoed met wijn, melk, bier, paaseieren en sinaasappelsap. De overwinning werd uitbundig gevierd. Bovendien finishten ook Grieken op plaats twee en drie, maar Belokas werd later gediskwalificeerd wegens liften. Na deze overwinning heeft Spyridon geen wedstrijd meer gelopen.
In 1926 werd hij gearresteerd op verdenking van het vervalsen van militaire documenten. Hij werd vrijgesproken, mogelijk omdat journalisten hadden geschreven dat de nationale held "zoiets laags nooit zou doen". Nadat hij tijdens de openingsceremonie de standaard van het Griekse team had gedragen, werd hij ontvangen door Adolf Hitler en bood hem een olijftak aan uit Olympia, de geboorteplaats van de Olympische Spelen, als symbool van vrede. In 2004 werd een olympisch stadion in Amarousi naar hem vernoemd.
Hij overleed enkele weken voordat de Duitsers, in 1940, zijn geboortedorp binnenvielen. Niet alleen het Olympisch Stadion draagt zijn naam, ook vele Griekse sportverenigingen.

## Titels
- Olympisch kampioen marathon - 1896

## Palmares

### Marathon
- 1896:  OS - 2:58.50

1896: Spiridon Louis ·
1900: Michel Théato ·
1904: Thomas J. Hicks ·
1908: John Hayes ·
1912: Kenneth McArthur ·
1920: Hannes Kolehmainen ·
1924: Albin Stenroos ·
1928: Ahmed Boughéra El Ouafi ·
1932: Juan Carlos Zabala ·
1936: Sohn Kee-chung ·
1948: Delfo Cabrera ·
1952: Emil Zátopek ·
1956: Alain Mimoun ·
1960: Abebe Bikila ·
1964: Abebe Bikila ·
1968: Mamo Wolde ·
1972: Frank Shorter ·
1976: Waldemar Cierpinski ·
1980: Waldemar Cierpinski ·
1984: Carlos Lopes ·
1988: Gelindo Bordin ·
1992: Hwang Young-cho ·
1996: Josia Thugwane ·
2000: Gezahegne Abera ·
2004: Stefano Baldini ·
2008: Samuel Wanjiru ·
2012: Stephen Kiprotich ·
2016: Eliud Kipchoge ·
2020: Eliud Kipchoge ·
2024: Tamirat Tola
- Gemeinsame Normdatei: 118899309
- World Athletics: 14992149
- International Standard Name Identifier: 0000 0000 1320 6981
- Library of Congress Control Number: n85291359
- Nationale Bibliotheek van Tsjechië: mub2012685232
- Virtual International Authority File: 8186001
- WorldCat: E39PBJjd8WpyWqb6fq7d8QCfbd